# Tartarus Colles
Tartarus Colles é um grupo de colinas no quadrângulo de Diacria em Marte.  Elas abrangem de 8° a 33° latitude norte e 170° a 200° longitude oeste e receberam o nome de uma formação de albedo clássica. O nome foi oficialmente aprovado pela UAI em 1985.